# Osmar Molinas
Osmar de la Cruz Molinas González (ur. 3 maja 1987 w Capiatá) – paragwajski piłkarz występujący najczęściej na pozycji lewego pomocnika. Od 2011 roku zawodnik CSD Colo-Colo, grającego w Primera División de Chile.

## Kariera klubowa
Molinas rozpoczął karierę w Club Olimpia. W styczniu 2011 za sumę wynoszącą 1,000,000 dolarów został sprzedany do chilijskiego CSD Colo-Colo.

## Kariera reprezentacyjna
Molinas występuje w reprezentacji Paragwaju od roku 2010.